# Decentius
Magnus Decentius, död 18 augusti 353, var en romersk kejsare.
Decentius blev som nära anförvant till kejsar Magnentius 350 upphöjd till cæsar med verksamhetsområde i Gallien. Decentius bekrigade utan framgång alemannerna. 353 ryckte han söderut för att bistå Magnentius i kampen mot Constantius II men nåddes i Sens av underrättelsen att denne efter sitt nederlag berövat sig livet, varefter Decentius följde hans exempel.